# 西奧多·施耐德

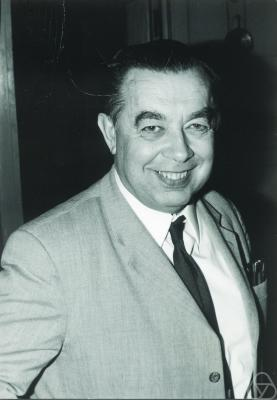
西奥多·施耐德 1970

西奥多·施奈德（德語：Theodor Schneider； 英語：Theodor Schneider；1911 年 5 月 7 日，美因河畔法兰克福 － 1988 年 10 月 31 日，布賴斯高弗赖堡）是一位德国数学家，其最為知名的是證明了格尔丰德-施奈德定理。
1929 年至 1934，他在法兰克福学习。他的博士论文中解决了希爾伯特第七問題，其後被稱為格尔丰德-施奈德定理。后来，他在哥廷根成為了卡尔·西格尔的助手，一直待到了 1953 年。爾後，他在埃朗根擔任教授（1953-59），最后在弗賴堡退休（1959-1976）。在弗賴堡期间，他还曾於 1959 年至 1963 年擔任上沃尔法赫数学研究所所長。他的博士生包括H. P. Schlickewei 。

## 著作
- Einführung in die Theorie der transzendenten Zahlen, Springer 1957（德语，法语翻译版則在 1959）
- Transzendenzuntersuchungen periodischer Funktionen ，Teil 1,2，Journal für die Reine und Angewandte Mathematik，第 172 卷，1934 年，pp。 65–69, 70-74，线上版：第 1 部分 （页面存档备份，存于），第 2 部分 （页面存档备份，存于）（他解决了希尔伯特的第 7 个问题的论文，德语）

## 另見
- 施耐德-朗定理